# ایستادن بر روی شانه غول‌ها
ایستادن بر روی شانه غول‌ها (به انگلیسی: Standing on the Shoulder of Giants) آلبومی از اوئیسیز است که در سال ۲۰۰۰ میلادی منتشر شد.